# Phaseolodes sutterlandii
Phaseolodes sutterlandii là một loài thực vật có hoa trong họ Đậu. Loài này được (Harv.) Kuntze miêu tả khoa học đầu tiên năm 1891.